# 種子島宇宙センター
種子島宇宙センター（たねがしまうちゅうセンター、英語：Tanegashima Space Center 、略称：TNSC）は、宇宙航空研究開発機構（JAXA）が鹿児島県の種子島に設置し、運用している、大型ロケットの射場を主とした施設群から成る事業所である。略称がTSCでないのは、同じJAXAの筑波宇宙センター（TKSC）と区別するためである。

## 概要
1966年5月24日に科学技術庁宇宙開発推進本部によって種子島がロケット打ち上げ場として選ばれ、同年9月17日に建設が開始された。1969年（昭和44年）10月1日、宇宙開発事業団（NASDA）の設立時に科学技術庁宇宙開発推進本部より引き継がれ開設された。ただ実際には、1968年9月17日に小型ロケットの打ち上げが行われるなど既に活動実績がある（主なロケット打ち上げ実績を参照）。なお、先に竹崎射場が完成しており、大崎射場は1975年5月21日に完成した。鹿児島宇宙センター（組織名）の主たる事業所である種子島宇宙センター（事業所名）という位置付けである。面積は約970万平方メートル（m2）。
種子島宇宙センターは種子島の南、太平洋側にある南種子町の竹崎と吉信崎に囲まれた湾に面した土地に施設が点在しており、3つのロケット発射施設（JAXAの用語では射場）を擁する。また種子島島内に数か所の観測所を設けている。東京都小笠原村は、種子島の東南東に位置し、種子島から打ち上げられたロケットの追跡に好適であるため、父島に小笠原追跡所が設置されている。
世界的には広大な原野に発射台等の施設を点在させることが多い中で、種子島宇宙センターは緑の山の中に施設が点在し、発射台はサンゴ礁に囲まれた岬の突端近くに設置されていることから、「世界一美しいロケット基地」とも言われることがある。

## 射場選定の経緯
射場選定で考慮された条件は、東南方向の発射に対して陸海空の安全に支障がないこと。これは、静止衛星を打上げるにあたって、西から東への地球の自転エネルギーを利用するため、また極軌道に人工衛星を打ち上げるためである。
また、日本国内で可能な限り赤道に近いこと。地球の自転を利用したロケットの打ち上げは、赤道に近いほど有利になるが、種子島は日本最南端とはいえない位置にある。にもかかわらず同島が選ばれたのは、同島より南にある小笠原諸島が、当センター設立前年の1968年（昭和43年）に、日本に返還されたばかりであり、また、沖縄返還も実現しておらず、計画当時に日本の主権が及ぶ国土の最南端に近い適地が同島であったためである。
他にも沿岸漁業者との干渉が可能な限り少ないこと、必要な用地面積がすぐに入手でき、かつ土地造成がしやすいこと、通信・電力・水源が調達できること、できるだけ交通の利便性がよいこと、人員・資材・機材等の輸送がしやすいこと、人口密集地帯からなるべく離れたところなどの条件が考慮された。

## 主なロケット打ち上げ実績
液体燃料を使用する日本の主力ロケットはいずれも種子島から打ち上げられており、2020年7月末時点でH-IIAロケットのみが現役である。種子島宇宙センターでの観測ロケットに代表される小型ロケットや試験用ロケットを含むロケット累積打ち上げ実績は、2018年2月末時点までで計172機である。一方、ミューロケット等の固体燃料ロケットは内之浦宇宙空間観測所から打ち上げられているほか、小型ロケットは内之浦宇宙空間観測所からも、実験用ロケットは能代ロケット実験場など他の試験場でも打ち上げている（J-Iを除く）。
種子島宇宙センターにおける2025年1月末時点までの主要ローンチ・ヴィークルの打ち上げ実績を記す。
- Jシリーズ - J-Iロケット1機
- Nシリーズ - N-Iロケット7機、N-IIロケット8機
- Hシリーズ - H-Iロケット9機、H-IIロケット7機、H-IIAロケット49機、H-IIBロケット9機、H3ロケット4機

種子島宇宙センターにおける2018年2月末時点までの実験用ロケット、微小重力実験用ロケット、気象観測用ロケットの発射実績を記す。小型ロケット94機、試験用ロケット2機の計96機が打ち上げられている。
- 実験用ロケット - LS-Cロケット8機、JCRロケット10機、ETVロケット2機、TT-210ロケット3機、TT-500ロケット7機、TR-Iロケット4機
- 微小重力実験用ロケット - TT-500Aロケット6機、TR-IAロケット7機
- 気象観測用ロケット - SBロケット

種子島宇宙センターで最初に打ち上げられたのは、1968年9月17日から行われた一連の打ち上げ実験で、科学技術庁と東京大学によるSB-IIAロケット9号機（同年9月17日打ち上げ）、NAL-16Hロケット1号機（同年9月19日打ち上げ）、LS-C-Dロケット（同年9月19日打ち上げ）の3機である。

## 商業打ち上げ競争力
2010年度（平成22年度）までは、JAXAと種子島周辺海域で操業している鹿児島県、宮崎県、大分県、高知県、愛媛県の漁協との間で結ばれた協定により、ロケット打ち上げ期間が、通常期である7月22日から9月30日の71日間と1月1日から2月28日の59日間に、特別期の6月 - 7月と11月 - 12月の60日間を合わせた年間最大190日間に制限されており、衛星打ち上げ市場での日本の競争力に対する大きな足かせとなっていた。2011年（平成23年）4月からは世界標準である通年の打ち上げが可能となり、この点での足かせは解消された。なお、打ち上げ機数については、種子島宇宙センターと内之浦宇宙空間観測所を合わせて、以前と同じ年間17機以内であった。
また、種子島宇宙センターは北緯30度にあるため、静止衛星を打ち上げる際には30度分の損失を補うために、衛星が自らの燃料を大量に使ってスラスターを噴射して、1,830 m/s分増速して静止移行軌道から静止軌道に移行しなければならず、北緯7度にあるギアナ宇宙センターなど、世界の射場と比べて、競争力の足かせとなっていた。
この点については、H-IIAロケット29号機から基幹ロケット高度化改良が施され、H-IIAロケットの第2段でも併せて増速できるようになり、搭載衛星の負担は、他国の射場並みの静止化増速量1,500 m/s分に改善されている。
ただし極軌道に打ち上げる際には、射場の南方に民間施設があることや第2段燃焼中にフィリピンの上空を通過することになってしまうため、事故時の安全性の確保という点から、いったん東に向けて打ち上げてから南方に進路を変更する「ドッグレッグ・ターン」を行っており、その分ロケットの積載能力が下がり、競争力の足かせとなっている。
また、種子島空港は長大な滑走路を持たないため、大重量の商業衛星を積んだ航空機が着陸できない。このため衛星を積んだ貨物機は、遠い北九州空港や中部国際空港に着陸する必要があり、衛星を降ろした後に輸送船に乗せ換えて島間港まで運び、さらに陸揚げした後にもトレーラーで一般道を通って宇宙センターまで輸送してこなければならない。この点では長大な滑走路が併設されており、1か所で衛星の輸送ができるギアナ宇宙センターなど世界の宇宙センターに比べると、競争力の足かせとなっている。

## 打ち上げ作業

### 衛星の射場作業
人工衛星を島間港で陸揚げした後、種子島宇宙センターまで運ばれ、第2衛星組立試験棟（STA2）か第2衛星フェアリング組立棟（SFA2）に搬入後、アンテナなどの組み立て作業が行われる。各種点検が行われた後、衛星フェアリング組立棟（SFA）に移され、推進薬を充填し点検が行われる。フェアリングに格納された後、大型ロケット組立棟（VAB）に移されロケットの2段目に結合される。

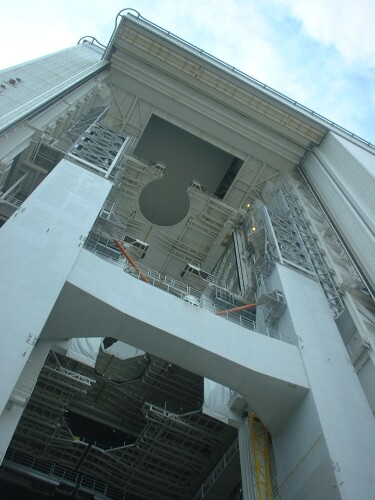
大型ロケット組立棟

### ロケットの射場作業
H-IIAロケットの場合、ロケットの機体は三菱重工業の名古屋航空宇宙システム製作所で、エンジンは名古屋誘導推進システム製作所で製作され、パーツごとに専用コンテナに格納された後、約3日かけて船で運ばれ島間港に陸揚げされる。パーツごとに大型トレーラーで交通量の少ない夜に種子島宇宙センターの大型ロケット組立棟（VAB）に運ばれ、VAB内で第1段ロケット、第2段ロケット、固体補助ロケットブースター（SRB-A）の順に組み立てられ、最後にフェアリングに格納された衛星（ペイロード）を第2段ロケットに結合し、一連の組み立ては完了する。
その後、打ち上げ約15時間前にVABから大型ロケット移動発射台（ML）ごと運搬台車で射点に約30分かけて移動させ、そこで推進薬の充填や、搭載機器の機能点検などを行い、準備が整えば発射管制室からの指令でロケットの打ち上げを行う。

### 打ち上げ設備・システム
H‒IIAロケットの射点が整備された当初の地上設備のシステムは、異常時に推進薬を排液するなどの安全処置に限られた予備制御系を構築しているが、打ち上げ作業は継続できない1フェイルセーフを設計基準として構築された。その後、 2007年のH-IIAロケット13号機から三菱重工に打ち上げ業務が移管された後、オンタイム打ち上げ率向上を目指し、ロケット搭載機器の制御・監視、推進薬の自動充填、打上げ270秒前からの自動カウントダウンシーケンス制御などを行う打ち上げ制御システムに、火力発電所などのプラント用に開発された総合制御システムの新規導入を行い、2009年のH-IIBロケット初号機の打ち上げ運用から適用されている。
また、大型ロケット移動発射台（ML）運搬台車には発電機が搭載され、射点への移動時に衛星系電力を供給しており、大型ロケット組立棟（VAB）や射点において交流電力を瞬断することなく切り換えることができる無瞬断切換スイッチを内蔵する交流無停電電源装置（UPS）も搭載している。このUPSは種子島宇宙センター内の各施設に分かれて設置されており、特に打ち上げ作業に関係のある約20台のUPSには、それらの動作状況を的確に管理・監視し、異常時に迅速に対応できるようにするための集中監視システムが設けられている。特にロケット関連設備のUPSは2時間以上の電力バックアップ能力があり、ロケットへの推進薬充填完了後に停電が起きても安全に排液が行えるようになっている。
種子島宇宙センターには自家発電所があり商用電力と組み合わせて運用しているが、ロケットの打ち上げ作業時にはこの自家発電所内の発電機5台を同時稼働させ、そのうち2台が故障しても打ち上げで最重要な設備に必要な電力を供給できるようになっているほか、落雷対策では、外部雷対策（吉信射点の多目的避雷塔を参照）と同時に内部雷対策も行われ、打ち上げへの支障を最低限に抑えるようになされている。

### 主な打ち上げ制約条件
ロケットに関する制約条件は、
1. ロケットの機体移動時は制限風速22.4 m/s（最大瞬間風速）以下であること。
2. ロケット打ち上げ時に、制限風速20.0 m/s（最大瞬間風速）以下であること。
3. ロケット打ち上げ時に、降雨が8 mm/h以下であること。
4. ロケットの機体移動開始後の降雨が15 mm/h以下であること。
5. ロケットの機体移動開始後に降氷がないこと。
6. ロケットの飛行経路が積乱雲の中を通らないこと。
7. ロケット打ち上げ時の詳細な気象観測によるが、発射前や飛行中に機体が雷を受けないこと。
8. 雷雲が射点から半径10 km以内にないこと。
9. ロケットの飛行経路から20 km以内で雷が観測された場合は、30分間打ち上げを行わないこと。ただし、打ち上げ時にロケットの飛行経路から20 km以内に雷雲、積乱雲、かなとこ雲がない場合は除く。
10. ロケットの飛行経路に、氷結層を含む鉛直の厚さが1.8 km以上の雲がある場合、雲頂高度3 km以上の雲を伴う寒冷前線やスコールラインがある場合、20 km以内に雷雲、積乱雲、かなとこ雲がある場合は打ち上げを行わないこと。
11. 打ち上げ時の15分間は、射点付近の地表電界強度が-2 kV/m以上、+2 kV/m以下の範囲内にあること。
12. ロケットから切り離されたSRB-Aが落下予想区域内に落下すること。
13. ロケットのエンジンの舵角が制限値以下であること。
14. ロケットが飛行中に受ける荷重が設計荷重以下であること。

飛行安全に関する制約条件は、
1. ロケットを射点付近で破壊した場合に、警戒区域外に破片が落下するなどの影響がないこと。
2. 飛行安全に係わる各設備が正しく機能していること。
3. ロケット打ち上げによるロケット本体や分離物が、軌道上の宇宙物体と衝突しないように配慮した時間帯であること。

保安に関する制約条件は、
1. 総員退避区域の無人化の確認が図れること。
2. 設定海域の海上警戒、監視ができること。

上記のように、さまざまな制約条件が課せられている。天候の制約に関しては、ロケットの打ち上げ4日前から、雨、風、雷などを24時間体制で監視し、打ち上げ当日は、バルーンを使った風の観測、気象レーダーなどの地上からの観測や、打ち上げの2時間前には航空機から直接雲を観測し、それらの情報や気象庁のデータも合わせて打ち上げの総合的な判断を行っている。打上げ執行責任者による天候面以外の情報も含めた打ち上げ判断はGO/NOGO判断と呼ばれており、ロケットの組立棟から射点への移動前（第1回GO/NOGO判断）、ロケットへの推進薬充填前（第2回GO/NOGO判断）、打ち上げの最終カウントダウン作業前（X-60分作業、第3回GO/NOGO判断）など段階的に行われ、X-10分作業前の最終GO/NOGO判断も含め4回行われる。また、氷結層の観測に関して、H-IIAロケット30号機から新たにレーダーも用いられているが、これに合わせて氷結層に関する天候の制約が見直され、氷結層を含む雲の厚さが1.8 km以上ある場合は、打ち上げを見合わせていたが、レーダーでの観測で厚さが1.8 km以上でも反射強度が規定値以下であれば打ち上げを行えるようになった。これにより打ち上げ延期の低減と、費用の低減が図られている。

## 施設

### 大崎射場
H-IIA、H-IIB、H3ロケットの打ち上げに使われている種子島宇宙センターの中核施設。大崎射場は1975年5月21日に完成（大崎射点、中型ロケット発射場）し、現地で祝賀式が行われている。その後、H-IIロケットの打ち上げに対応するための工事（吉信射点、大型ロケット発射場）が、総工費約500億円をかけて1986年に着工し1991年9月に完成した。その後、H-IIAロケットの開発決定に伴う総工費約250億円をかけた改修工事が、1997年に始まり2000年3月に完成した。
更にH-IIBロケットの開発に合わせた追加改修が総工費約50億円をかけて、2006年に始まり2009年2月に完成した。デルタロケットを開発基盤とした実用液体燃料ロケットのN-I、N-II、H-Iロケットは大崎射点から打ち上げられた。また、大崎射点はJ-Iロケットに使用されたほか、後に計画が中止されたGXロケットの打ち上げに使用する案もあった。大型でH-I以前の液体燃料ロケットと基本設計もまったく異なるH-II以降のロケットは新設された吉信射点を使用している。
また、大崎地区の吉信射点付近にはかつて大崎集落があり、13世帯約50人ほどが暮らしており、サトウキビ畑が広がっていた。射場建設にあたり、住民は関西や種子島の別の集落などに移っていった。現地にはその記念碑が建てられている。ほかにも、射場建設にあたって宇都浦集落5世帯が移転している。

#### 吉信射点

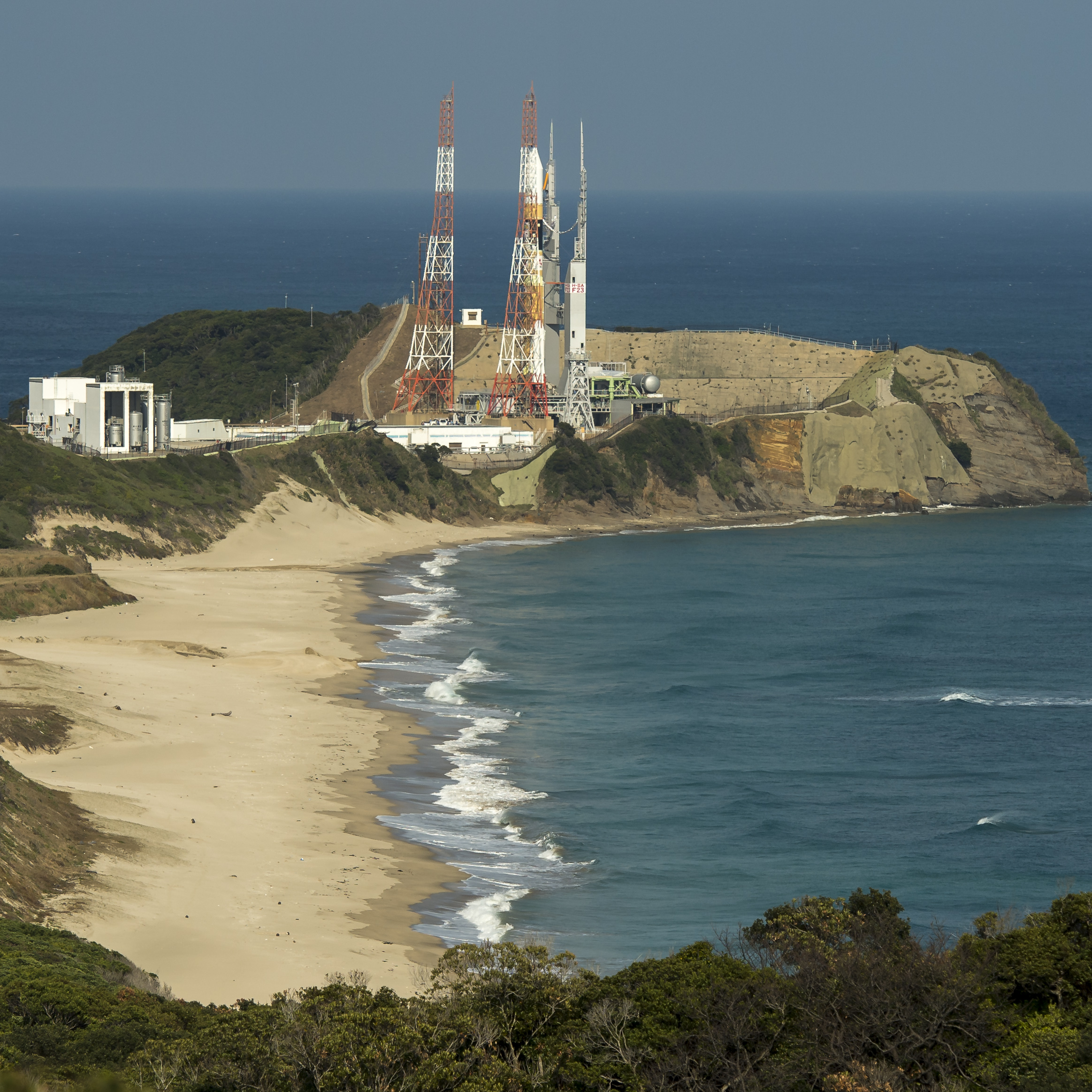
吉信第1射点（2014年）。GPM主衛星などを載せたH-IIAロケット23号機、ロケットとはアンビリカルでつながれた灰色の大型ロケット移動発射台（ML）、紅白に塗られた多目的避雷塔2本が立っている

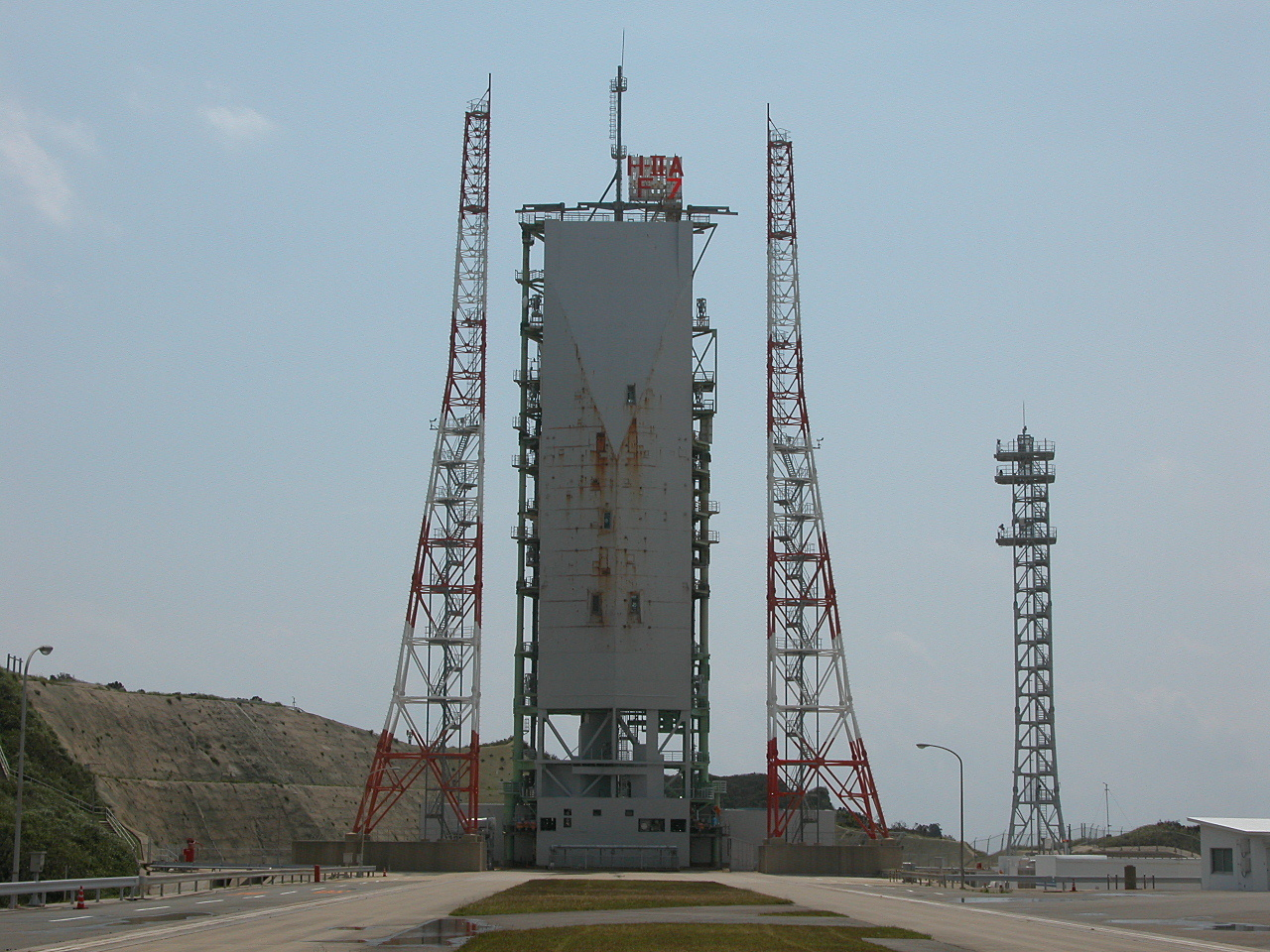
PST固定部の在る頃の吉信第1射点

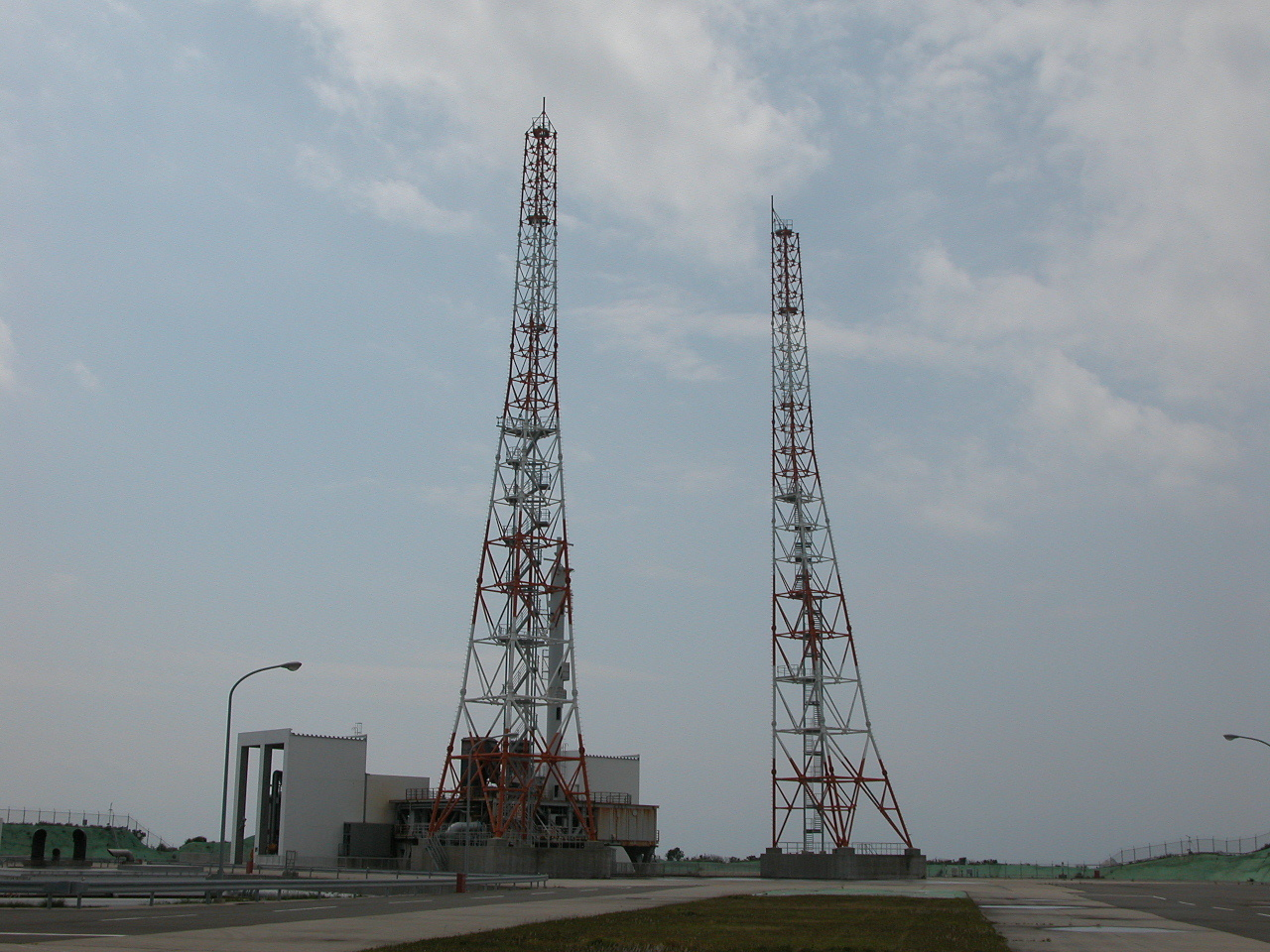
吉信第2射点

大型ロケット発射場とも。その名の通りH-IIAロケット、H-IIBロケットおよびH3ロケットの打ち上げを行う大型ロケットの発射場であり、2つの発射台（JAXAの用語では射点）と、関連施設を持つ。H-IIロケットの開発に合わせて整備され、H-IIAの開発の際に拡張された。H-IIBロケットにも使用されているが、H-IIAとの共通性が高いため設備の改造は最小限にとどまる。J-Iロケット2号機の打ち上げに使用することが予定されていたが、J-Iロケットが宇宙開発委員会の宇宙開発計画見直しに伴い開発凍結となったため、計画中止された。
H-IIより前のロケットがいずれもデルタ2ロケットを基本としており1段目がほぼ共通で全体の寸法にも大差がなかったのに対し、H-IIは完全新規設計で寸法もはるかに大きいため、あらゆる施設が新規に建設された。H-IIAはH-IIと同規模のロケットであるため、施設全体の構成は大きく変更されることなく流用されたが、個々の施設は大幅な改修を受けている。
第1射点（Launch Pad 1; LP1）（北緯30度24分4.3秒 東経130度58分37.4秒 / 北緯30.401194度 東経130.977056度）
H-II用に建設された射点で、後にH-IIAに合わせて大幅な改造を受け、H-IIAの202、2022、2024、204の各型の打ち上げに使用された。
H-IIは、後述のVABで組み立てられる際には衛星を搭載せず、第1射点へ移動してから搭載する。このためH-IIは射点に長期間とどまり、衛星搭載作業を行うほか、多少の不具合は射点で補修しなければならない。そこで、射点には高さ67 m、総重量1,000 t、鉄骨構造の射座点検塔（Pad Service Tower; PST）が設けられ、観音開き式の扉で機体をすっぽりと覆う構造になっていた。上部には、衛星を吊り上げてロケットに搭載する設備が設けられており、HOPEなどの大型ペイロードにも対応していた。ロケットに推進剤を供給する配管や電力・信号のケーブル（アンビリカル）は、PSTから直接ロケットに接続する構造だった。
H-IIAでは、VABでロケットに衛星を搭載する方式に改められたこと、アンビリカルの接続が移動発射台を介して行われるようになったこと、ロケットは打ち上げ直前にVABから射点に移動し問題発生時はVABへ戻して整備するようになったことから、PSTは全く不要になった。代わって、気象観測と避雷針の役を負う塔が2基設置された。不要になったPSTは扉だけが撤去され「さしあたって邪魔ではない」固定部は撤去予算の優先順位が低いため、そのまま放置された。
残されたPST固定部は、ロケットの機体を監視するためのカメラを設置したり、打ち上げ時に屋上に各号機の看板を設置するなどして活用していた。また、ロケット打ち上げ時の音響振動を緩和するためのものとしても運用していたが、打ち上げ時の音響計測を行いロケットに対する振動問題等影響がないことが判断されたこと及び著しい老朽化のため、これらの役割を他の方法で補うこととし、2010年11月頃から撤去を開始し2011年1月中旬頃に解体作業を終了した。
なお、ロケットを打ち上げた際に固体ロケットブースターの影響でPSTの塔が焦げて見た目が悪くなるため、打上後には毎回ペンキの塗りなおしを行っていた。
第2射点（Launch Pad 2; LP2）（北緯30度24分3.8秒 東経130度58分31.2秒 / 北緯30.401056度 東経130.975333度）
H-IIAの開発に合わせて新たに増設された射点である。当初からPSTが設置されていないため簡素な外観になっている。H-IIAの開発時に計画されていた増強型（212、222型）に対応した設備だが、これらは開発が中止され、代わって改修を行った上でH-IIBの打ち上げに使用されることになった。2009年（平成21年）9月11日のH-IIB試験機1号機の打ち上げが第2射点の最初の使用となった。
H-IIBロケットの退役以降は、H3ロケットを打ち上げるための改修工事が進められて2020年度末に完了し、2023年以降はH3ロケットの打ち上げに使用されている。
大型ロケット組立棟（Yoshinobu Vehicle Assembly Building; VAB）（北緯30度24分13.7秒 東経130度58分23.3秒 / 北緯30.403806度 東経130.973139度）
工場から搬入されたロケットを移動発射台上に組み立てて整備する施設で、地上15階建て、高さ81 m、幅64 m、奥行き34.5 m、総重量約5,600 t、延べ床面積17,753 m2に及び、低・中層棟は1990年5月に、高層棟の増築部は1999年6月に竣工した。当初はH-IIを1機整備できる構造だったが、H-IIAの開発に合わせて北側へ増築し、2機同時に整備できるようになった。これに合わせてVABの扉を、分割された扉をそれぞれ上に吊り上げる「吊り上げ式」から、油圧モータによって開閉する2枚の引違い式スライド扉に変更された。このスライド扉は1枚当たり高さ67.46 m、幅26.95 m、厚さ2.5 m、重さ400 tに及び、2005年5月19日付けで世界一大きな引違い扉としてギネス世界記録に認定されている。
H-IIは、VABで組み立てられると衛星を搭載せずにPSTへ移動するため、空いたVABで次の機体の組立が可能だった。H-IIAは衛星搭載も含め打ち上げ前日までVABで整備を行う方式に改められたため、2機連続で打ち上げを行う際にはVABに2機格納する必要が生じ、増築されたのである。実際に、H-IIA8号機と9号機はVABで2機並んで整備され、わずか25日の間隔で打ち上げることができた。
ロケットの最大の部品である1段目は、山側の低層部に専用コンテナごと搬入され開梱される。先端を海側の高層部で吊り上げられて起立し、移動発射台上に据え付けられる。この手順が、低層部と高層部からなるVABの独特のシルエットを決定している。
VAB内には跳ね上げ式の床が多数あり、組み立てたロケットの周囲に足場を作ることができる。南側のVAB1の床板には、H-IIA212・222型のLRBに対応した穴が空けられており、結果として204型のSRBにも対応している。北側のVAB2にはこの穴がないため、204型には対応できない。また、どちらもH-IIBの直径5.2 mの1段目は想定していない。そこで、VAB2の床板をH-IIB対応仕様に改修することになった。
VAB2については、H-IIBロケットの退役後に、H3ロケット発射整備対応のため改修工事が行われ、2020年度末に完了した。
大型ロケット移動発射台（Yoshinobu Movable Launcher; ML）
日本国内では唯一のロケット移動型発射台である。発射台を移動する方式の利点は、組立棟と射点を分離することで、複数のロケットを流れ作業で運用できる点である。打ち上げ間隔を短縮できる利点があり、スペースシャトルなどにも採用されているが、全体に施設が大掛かりで建造費が高くなる欠点もある。
H-II用に、2台のMLが用意された。このときのMLは鉄道のような車輪を備えたもので、VABとPSTの間にはレールが敷かれていた。MLの上面にはH-IIのSRBを固定する台座が設けられた。2台目（ML2）はH-II増強型の打ち上げに対応してSRBの台座が6基設けられていたが、この用途で使用されることはなかった。
H-IIA開発に合わせて、MLの改造が行われた。車輪とレールによる移動をやめ、ドーリーと呼ばれる大型ロケット移動発射台運搬台車2台で運搬することにした。このドーリーは、全長25.4 m、車幅3.3 m、車高2.84 - 3.44 m、総重量約150 t、14軸列56本のウレタンソリッドタイヤと電子制御されたモータとステアリングを備えた最高速度2 km/hの車両で、ロケットが運搬中に倒れないようにセンサーで路面の起伏を把握し、油圧でロケットの傾きを常に最大±0.2度以内に保つことができる。また、各ドーリーが個別に回転を含むあらゆる方向に動くことができるため、全自動精密誘導システムにより発射点への据え付け位置も全方向25 mm以内の精度を持っており、入力された出発地点と目標地点に合わせて自動制御で行われる。このドーリーは搭載されている発電機による電気で自走しつつ、ロケットに搭載している衛星への電力供給も行っている。
ML1は上部にH型の大きな塔を建て、H-IIAの2段目やフェアリングとアンビリカルを接続できるようにした。これにより、H-IIAはVAB内でアンビリカルを接続してから移動することができ、射点での作業を削減することができるようになった。また、H-IIはSRBをMLに固定していたのに対して、H-IIAは1段目を固定する構造であり、MLも改造された。
ML2は、J-Iロケット2号機に合わせて改造されたが、J-Iの開発が打ち切られたため使われなかった。さらに、H-IIA212・222型に対応可能なML3が追加製造され、後にH-IIB用に対応するための改造が行われた。
第1移動発射台（ML1）は高さ65.5 m、幅22 m、奥行き21 m、総重量約850 tで、第3移動発射台（ML3）は高さ65.5 m、幅22 m、奥行き25.4 m、総重量約1,100 tとなっている。
ML3はH-IIBの退役と共に運用を終了し、解体が行われた。H3開発に合わせて、ML5および新ML運搬台車が新規整備された。
大型ロケット発射管制棟（Yoshinobu Block House; B/H、ブロックハウス）（北緯30度24分11.6秒 東経130度58分21.6秒 / 北緯30.403222度 東経130.972667度）
打ち上げ指令及び爆破指令が行われる管制施設。射点から500 m離れたところにあり、地下12 mに発射管制室がある。また、8角形の建物に8角錐の屋根が乗った形状から、夢殿の異名も持つ。万一、ロケットが爆発した場合は直接巻き込まれる位置であり、窓のない頑丈なコンクリートの建物に金庫室のような分厚い扉が設けられている。
打ち上げ準備期間は、作業進行の管理を実施する。打ち上げ時には、打ち上げカウントダウンやテレメータセンターとの間での交信、2段目の燃焼が終わるまでの指令管制を行い、筑波宇宙センターや相模原深宇宙管制センターに引き継ぐ。
多目的避雷塔
種子島は一年を通じて雷が起きやすく、ロケットが被雷すると爆発事故が起きる危険性があるが、ロケットは天候が急変してもすぐにVABに戻すことはできない。そのため、ロケットを雷から保護するための避雷設備として多目的避雷塔が各射点に2本ずつ設けられ、MLのアンビリカルマスト先端の2本の避雷針と合わせて計4本の避雷設備がある。
最下部は約5 mの正方形だが上部はロケット側にせり上がる偏心塔となっている。これは、偏心塔だと塔を低くすることができるのも理由の一つであるが、対称形状の塔だとロケットの飛行経路を把握するにあたって、ロケットと追跡管制を行う各地上局とを結ぶ直線と干渉してしまう可能性があり、通信性と可視性が確保できない恐れがあったためである。
多目的避雷鉄塔の保護レベルはIEC1024（国際電気標準会議が定めた建築物等の雷保護の国際規格）におけるレベルⅡ（保護効率は0.95で回転球体法による保護範囲が回転半径30mのもの）が適用されている。4本の避雷設備が受雷した電気的エネルギーは射点接地系を通って地面に開放される。
第1射点の多目的避雷塔は高さ74.5 mで、第2射点の多目的避雷塔はH-IIBロケットの打ち上げに対応するため高さ74.5 mから75.5 mに伸ばされている。

#### 大崎射点
中型ロケット発射場とも。N-IからH-Iまでの中型ロケットと小型衛星用のJ-Iの打ち上げに使用されたが、以後は使用されていない（北緯30度23分58.5秒 東経130度58分11.5秒 / 北緯30.399583度 東経130.969861度）。計画中止となったGXロケットは大崎射点およびアメリカのヴァンデンバーグ空軍基地を使用する予定であった。N-Iロケット開発時に吉信射点の位置ではなくこの場所を選んだのは、将来の大型ロケット開発に備えて最良の場所を空けておいたためである。
ロケットの組立、整備、点検、調整を行う中型ロケット組立棟（Osaki Mobile Service Tower; MST）、ロケットの固定と発射台、各種ケーブル・ダクトを支える中型ロケット発射支援塔は、使用する中型ロケットがなくなった状態でも解体するには莫大な費用がかかるためにそのまま残され、敷地を利用して吉信第1射点で解体された射座点検塔（PST）の廃材置き場になっていたが、潮風による浸食が予想以上に激しく、解体予算のめどが立ったことで2013年に撤去された。

#### 射点以外の主な施設
液体エンジン燃焼試験場
吉信射点に併設された液体エンジン試験場で、LE-7エンジンやLE-7Aエンジンの地上燃焼試験に使用されていたが、開発終了後は休止設備となっていた。その後、H3の開発に合わせ改修を行いLE-9エンジンの地上燃焼試験に使用されている。初めて使用されたのが1989年5月のLE-7エンジン燃焼試験で、以後計270回以上の試験が行われている。
第1衛星組立試験棟（First Spacecraft Test and Assembly Building; STA1）
筑波宇宙センターや宇宙科学研究所、日本国外の衛星組立施設で調整が行われた衛星本体の、打ち上げ前最終調整試験を行う施設。近年のH-II、H-IIAの衛星には、大型の第2衛星組立試験棟（Second Spacecraft Test and Assembly Building;STA2）が使われることが多くなっており、第1衛星組立試験棟に関しては専ら相乗り衛星など、小型衛星の組立試験棟となっている。
衛星フェアリング組立棟（Spacecraft and Fairing Assembly building; SFA）
衛星フェアリングとは、ロケットが大気圏内を高速で飛行する際に、衛星を保護するための覆いのことである。H-IIの場合、衛星はここでフェアリング内に格納され、フェアリングをコンテナ代わりにして射点のPSTへ運ばれて、ロケットに搭載された。H-IIA、H-IIBの場合は、同様にしてVABへ運ばれ、ロケットに搭載される。こうのとりには、第2衛星フェアリング組立棟（Second Spacecraft and Fairing Assembly building; SFA2）が使われる。SFA2は第2衛星組立試験棟と衛星フェアリング組立棟を組み合わせたような建屋となっており、衛星の最終点検をした後に棟間移動無しで、フェアリング格納まで可能である。。
非破壊試験棟（Non Destructive Test Facility; NDTF）
SRB-AのX線検査（非破壊検査）を行う施設。デジタル画像で固体推進薬中に異常がないか確認する検査と、X線フィルムでモーターケースと固体推進薬の界面剥離の有無を確認する検査の2種類を行う。
大崎発電所（Osaki Power Station ; OPS）
吉信、大崎、竹崎エリアの電気供給を行う自家発電所である。冗長化のため後に大崎第2発電所（osaki power Station2; OPS2）が新築された。
ロケットガレージ
施設見学ツアーでのみ行ける施設で、2017年3月に「大崎第一事務所」から「ロケットガレージ」へと名前を変え一新されている。H-IIロケット7号機の実物やロケットの部品などを展示している。

### 竹崎射場
小型ロケット発射場とも。LS-CロケットやJCRロケット、TT-500Aロケットなど初期の実験用ロケット、H-IIの開発に使われたTR-Iロケット、微小重力実験用のTR-IAロケットの打ち上げに使用された（北緯30度22分35.3秒 東経130度57分44.1秒 / 北緯30.376472度 東経130.962250度）。ランチャー格納庫など周辺施設は老朽化もあって撤去されているが、保存状態の良かったランチャーそのものは残されており、一部の部品を撤去して再塗装を施したうえで展示されている。

### 射場以外の主な施設

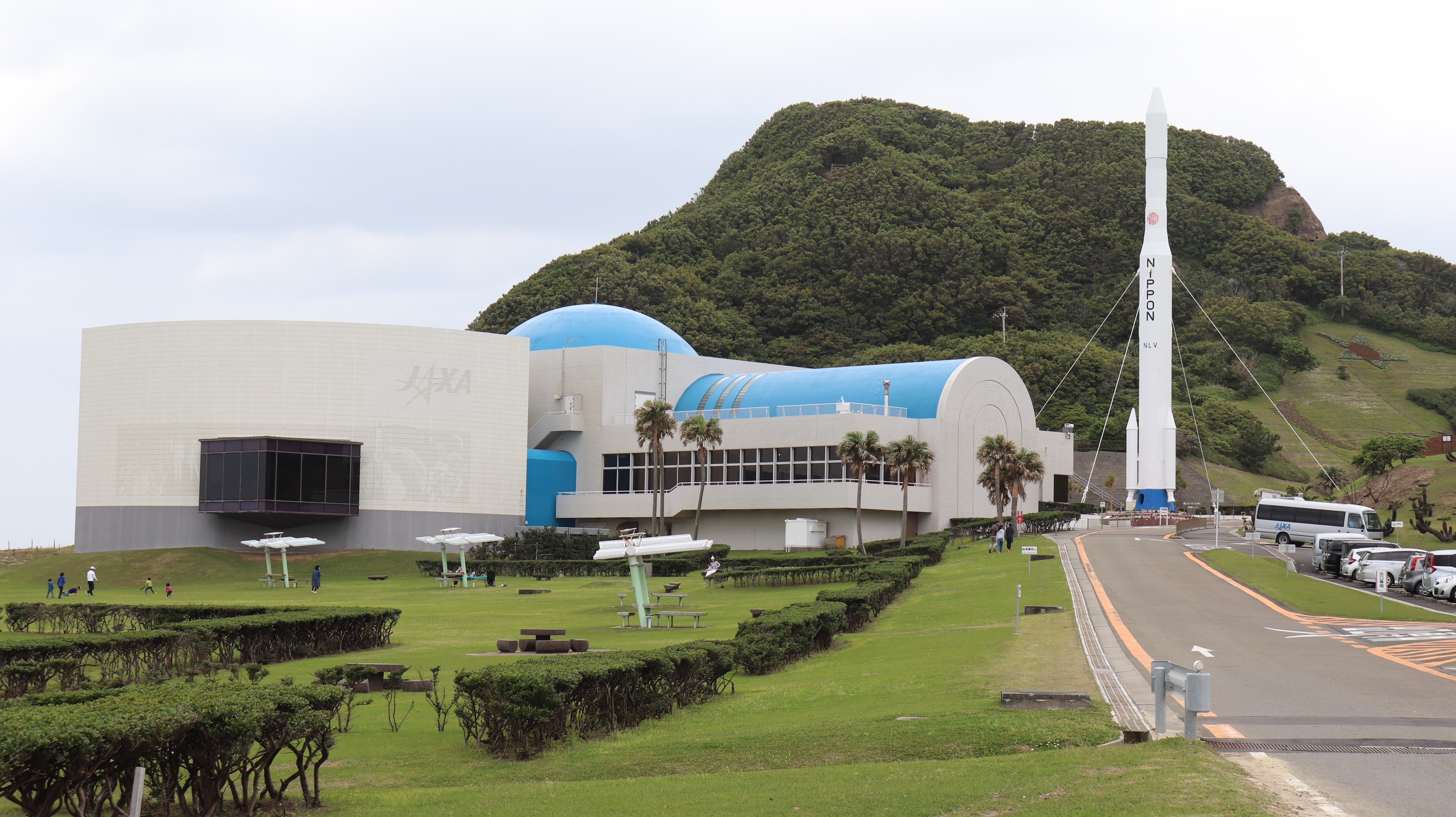
宇宙科学技術館

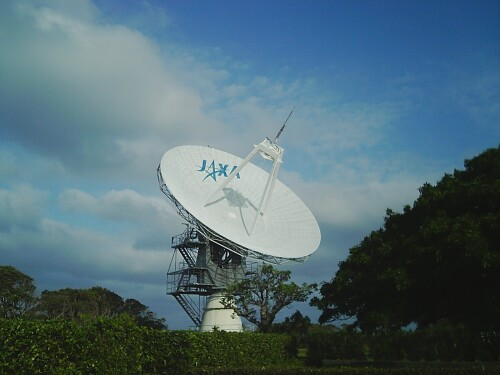
増田宇宙通信所

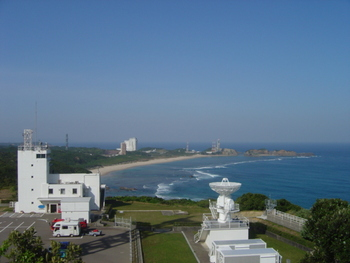
種子島灯台より見た宇宙センター2010年春

広田光学観測所
天体望遠鏡と固体撮像素子を搭載したシュミット式望遠鏡によって、打ち上げ後のロケットを追跡する施設。なお、人工衛星の軌道の状況の確認もあわせて実施する。
竹崎地上燃焼試験場（固体ロケット試験場）
通称「竹崎地燃」。SRB（固体燃料ロケットブースター）の地上燃焼試験施設。H-II開発時に建設された。その後、H-IIAのSRB-Aや、改良型のSRB-A2、SRB-A3などの開発にも使用されている。格納庫にはレールがあり、試験時にはレールに沿って後ろに移動させる。かつては塔があり、4段構成のSRBをここで組み立てていたが、1段構成のSRB-Aになったため塔は撤去されている。
総合指令棟（Takesaki Range Control Center; RCC）（北緯30度22分40.1秒 東経130度57分27秒 / 北緯30.377806度 東経130.95750度）
打ち上げ管制センター。ロケットの組み立て準備作業から、発射台への移動。打ち上げ指令、打ち上げに失敗した場合の爆破指令などを行う。ロケットが最終燃焼を終えて軌道投入が終わると、筑波宇宙センターに管制指令が移る。竹崎光学観測所はこの施設の中にある。
宇宙科学技術館（北緯30度22分29.4秒 東経130度57分27秒 / 北緯30.374833度 東経130.95750度）
宇宙科学技術に関する一般向けの資料展示館で、竹崎地区の南端、センター正門直近に位置している。年末年始を除いて開館している。
竹崎観望台
競技場のようなひな壇型の観望席と、トイレ等の各種設備を備えた展望施設で、報道機関や大臣等の来賓が打ち上げを見る際に使用する。宇宙科学技術館のさらに海側に位置する。
カーモリの峯展望所
宇宙科学技術館の近くにある展望所。標高75 mのカーモリの峯の頂上にある。「カーモリ」とは種子島方言で「家に帰ったか」という意味で、漁師達が海から家に戻る際に目印となったので「カーモリの峯」と呼ばれるようになった。ここから「象の水飲み岩」と呼ばれる奇岩が見られる。
ロケットの丘展望所
大崎射場と竹崎射場の間にあり、大型ロケット発射場と中型ロケット発射場が望める展望所。ただ、立ち入り制限区域内にあるため、ここからロケットの打ち上げは見られない。
恵美須神社
宇宙科学技術館の近くにある神社で、元々は大崎集落にあったが射場建設のためこちらに移設された。ロケットの打ち上げ前には責任者が焼酎を持ってお参りに来る。右隣に射場建設にあたって移転した集落のことを記した「紀功碑」が建てられている。
門倉光学観測所
天体望遠鏡と固体撮像素子を搭載したシュミット式望遠鏡によって、打ち上げ後の人工衛星を追跡する施設。広田光学観測所よりも大型の観測装置によって、人工衛星軌道の確定を行うための光学観測を行う。
宇宙ヶ丘追跡所
ロケットのテレメータデータ(機器の動作状況やセンサーの値を伝える信号）を受信したり、ロケットをレーダーで追跡する施設。かつてはほかにも、「野木レーダーステーション」（所在地：鹿児島県西之表市安城字鹿毛馬頭3409-5及び鹿児島県西之表市安城字小畑尻3366-4）と「中之山テレメータステーション」があったが現在は廃止されている。
増田宇宙通信所（北緯30度33分21.9秒 東経131度0分58.2秒 / 北緯30.556083度 東経131.016167度）
種子島の中ほど、中種子町にある衛星管制施設。目標衛星軌道投入までは種子島宇宙センターと共同で、衛星軌道投入後は筑波宇宙センターの元で、沖縄宇宙通信所や勝浦宇宙通信所と共に管制業務を行っている。
島間港
鹿児島県が管理する地方港湾。当センターから打ち上げられるロケットや衛星は海上輸送された後、島間港から陸路で搬入される。

## 所在地
種子島宇宙センター
鹿児島県熊毛郡南種子町大字茎永字麻津
（北緯30度24分/東経130度58分）
増田宇宙通信所
鹿児島県熊毛郡中種子町増田1887-1

## ロケット打ち上げ時の展望場所
南種子町の公式打ち上げ見学場は以下の4か所である。いずれの場所もロケット打ち上げ時の立ち入り制限区域外（3 km）にある。記載の場所以外でも打ち上げで上空を飛ぶロケットを見ることは可能だが、実況放送やライブ中継はない。
恵美之江展望公園
H-IIAロケット24号機の打ち上げがあった2014年5月に整備された見学場で、射場に最も近く、ロケット打ち上げ時の立ち入り制限区域外ぎりぎりの場所にある。混雑緩和のため2021年12月のH-IIAロケット45号機からは、打ち上げ時の入場が事前申し込みによる抽選制となった。市街地から離れており、交通手段は自動車のみとなるが、県道からの交通規制が入る。実況放送のみ放送される。
長谷展望公園
最も広い見学場で、駐車場も多く、見学者が最も多い。ロケット打ち上げ時の点火の様子を確認することができる。最寄りのバス停は「長谷」（大和バス、もしくは南種子町コミュニティバスが運行しているが、本数は少ない）。実況放送とライブ中継が放送される。
宇宙ヶ丘公園
ロケット打ち上げ見学場が併設されたキャンプ場のある公園で駐車場もあるが、見学場が小さいので交通規制や入場制限がかかる場合がある。近くに宇宙ヶ丘追跡所がある。実況放送とライブ中継が放送される。また、1983年（昭和58年）の歌会始（お題「島」）で、当時皇太子だった現在の明仁上皇が「大空に 打上げせまる ロケットは 島の南の 果に立ちたり」という和歌を詠んだことを後世に伝えるため、御製碑が2012年（平成24年）11月17日に公園内に建てられている。
南種子町営陸上競技場（前之峯グラウンド）
広くて町の中心に近く交通の便は良いが、射点が山に隠れているため打ち上げの瞬間は見られない。実況放送のみ放送される。

## 登場作品
- MOONLIGHT MILE
- 学園戦記ムリョウ - 「種子島宇宙開発センター」として登場。
- ポケットモンスター ルビー・サファイア - 「トクサネ宇宙センター」として登場。
- ストラトス・フォー - テレビアニメ12話に登場。
- 秒速5センチメートル - 第2話「コスモナウト」に登場。
- 暗殺教室 - アニメ第2期19話に「島津崎宇宙センター」として登場。
- ログ・ホライズン - JAXAをもじった｢遺跡島ジャクセア｣として登場。
- ROBOTICS;NOTES
- キャプテン・アース
- アルドノア・ゼロ
- あの晴れわたる空より高く - ｢天ノ島｣を舞台に「北宇宙センター」として登場。
- 8月のゴースト
- クレヨンしんちゃん 襲来!!宇宙人シリリ - 吉信射点を背景にした砂浜の場面が出てくる。
- 下町ロケット